# Polypedilum pseudosordens
Polypedilum pseudosordens är en tvåvingeart som beskrevs av Zhang och Wang 2005. Polypedilum pseudosordens ingår i släktet Polypedilum och familjen fjädermyggor. Inga underarter finns listade i Catalogue of Life.